# Platygaster malpighii
Platygaster malpighii är en stekelart som beskrevs av Jean-Jacques Kieffer 1916. Platygaster malpighii ingår i släktet Platygaster och familjen gallmyggesteklar. Inga underarter finns listade i Catalogue of Life.